# Ultra (album)
Ultra je deváté studiové album Depeche Mode, vydané 14. dubna 1997. Tato nahrávka byla první od té doby, kdy skupinu opustil Alan Wilder, aby se mohl více zaměřit na svůj sólový projekt Recoil. Dlouhá doba, která oddělovala toto album od předchozího byla způsobena neúspěšným pokusem Davida Gahana o sebevraždu a jeho následným léčením z drogové závislosti. Hlavně tyto příčiny způsobovaly spekulace, že je to již definitivní konec Depeche Mode, toto se však nevyplnilo. Místo toho bylo posléze vydáno album Ultra, které dosáhlo první místa v anglických žebříčcích a přineslo několik oblíbených singlů.
V rámci podpory alba se skupina rozhodla nekoncertovat. Odehrála pouze dva koncerty v Londýně a v Los Angeles, nazývané jako „Ultra Parties“.

## Seznam skladeb
Všechny skladby napsal(i) Martin Gore. 
| Pořadí | Název                                              | Délka |
| ------ | -------------------------------------------------- | ----- |
| 1.     | Barrel of a Gun                                    | 5:35  |
| 2.     | The Love Thieves                                   | 6:34  |
| 3.     | Home                                               | 5:42  |
| 4.     | It's No Good                                       | 5:58  |
| 5.     | Uselink (instrumentální)                           | 2:21  |
| 6.     | Useless                                            | 5:12  |
| 7.     | Sister of Night                                    | 6:04  |
| 8.     | Jazz Thieves (instrumentální)                      | 2:54  |
| 9.     | Freestate                                          | 6:44  |
| 10.    | The Bottom Line                                    | 4:26  |
| 11.    | Insight                                            | 6:26  |
| 12.    | Junior Painkiller (skrytá skladba, instrumentální) | 2:10  |

## Účast na albu
- Depeche Mode:
  - David Gahan
  - Andrew Fletcher
  - Martin Gore
- Mixováno: Timem Simenonem a Q.
- Technika: Q.
- Programování: Kerry Hopwood.
- Klávesy a jejich programování: Dave Clayton.
- Další pomoc: Paul Hicks, Guy Massey, Lee Fitzgerald, Tom Rixton, Gary Forde, Lee Phillips, Jamie Campbell, Jim, Greg, Audie Chamberlain a Robbie Kazandjian.
- Konečná podoba: Mike Marsh v The Exchange.
- Další hudebníci:
  - Victor Endrizzio, bicí: „Barrel Of A Gun“ a „It's No Good“.
  - Jaki Liebezeit, bicí: „The Bottom Line“.
  - BJ Cole, pedálová elektronická kytara: „The Bottom Line“.
  - Gota Yashiki, bicí: „Useless“.
  - Keith Le Blanc, bicí: „Useless“.
  - Danny Cummings, bicí: „Useless“ & „Freestate“.
  - Doug Wimbish, basa: „Useless“.
  - Daniel Miller, System700: „Uselink“.
- Trenér zpěvu: Evelyn Halus.
- „Uselink“ a „Jazz Thieves“: mixováno Timem Simenonem a Garethem Jonesem.
- „Home“, „Love Thieves“ a „Freestate“: dodatečné hlasy vytvořeny Garethem Jonesem v RAK Studios.
- „Home“:
  - Struny připraveny Davem Claytonem;
  - hodnoceny Richardem Nilesem;
  - uspořádány Grahamem Perkinsem.

- Zvláštní díky: Daniel Miller, Howie Klein, Anton Corbjin, Andy Ferguson, Donna Vergier, Pepe Jansz, Gerald Myers, všichni z Mute Records, Craig Kostich, Rich Fitzgerald, Steve Tipp, všichni z Reprise Records, Ronnie Harris, Andrew Thompson, Keith Drinkwater, Michael Pagnotta, Bernard Doherty, Karen Stringer, John Kennedy, Daryl Bamonte, Lynn Newcombe, Michaela Olexova, Richard Bell, Richard Smith, Ian McAndrew, Emma Feather, Philip Bagenal, Dundas Brothers.

- Management: Jonathan Kessler for Baron Inc.
- Londýnská kancelář: JD Fanger.

- Design, fotografie a přední část obalu: Anton Corbijn.
- Barevný tisk: Brian Dowling.
- Další design: Area.